# Cảnh sát chống bạo động

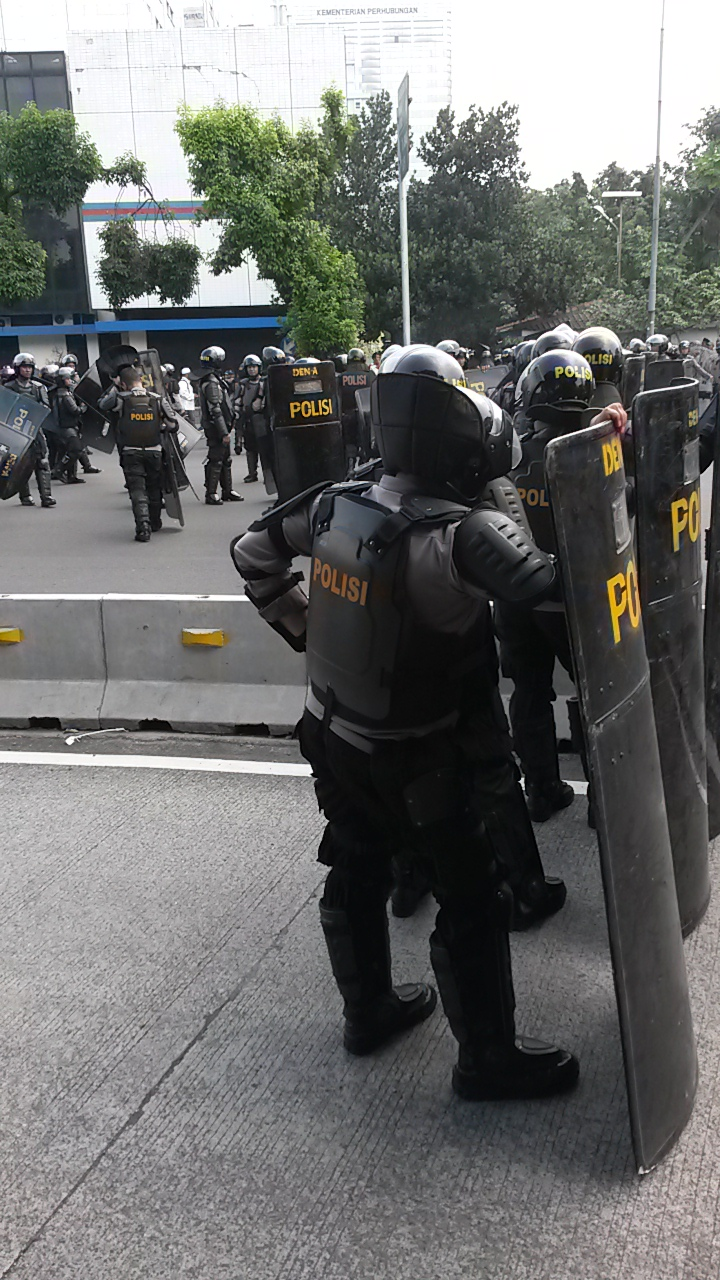
Cảnh sát chống bạo động Indonesia từ Lữ đoàn Cơ động

Cảnh sát chống bạo động là cảnh sát được tổ chức, triển khai, huấn luyện hoặc trang bị để đối đầu với đám đông, các cuộc phản đối hoặc bạo loạn.
Cảnh sát chống bạo động có thể là cảnh sát thường xuyên đóng vai trò cảnh sát chống bạo động trong các tình huống cụ thể hoặc họ có thể là các đơn vị riêng biệt được tổ chức trong hoặc song song với lực lượng cảnh sát thông thường. Cảnh sát chống bạo động được sử dụng trong nhiều tình huống khác nhau và cho nhiều mục đích khác nhau. Họ có thể được sử dụng để kiểm soát bạo loạn như tên gọi của họ, để giải tán hoặc kiểm soát đám đông, để duy trì trật tự công cộng hoặc ngăn chặn tội phạm, hoặc để bảo vệ người hoặc tài sản. Trong một số trường hợp, cảnh sát chống bạo động có thể hoạt động như một công cụ đàn áp chính trị bằng cách phá vỡ mạnh mẽ các cuộc biểu tình và đàn áp bất đồng chính kiến hoặc bất tuân dân sự . Trong những thập kỷ gần đây, các nhà quan sát    đã ghi nhận sự quân sự hóa ngày càng tăng của cảnh sát, bạo loạn và chính sách phản kháng, với cảnh sát triển khai các hình thức bắn tỉa, lựu đạn gây choáng và súng bắn đạn nhựa.

## Trang thiết bị chống bạo động

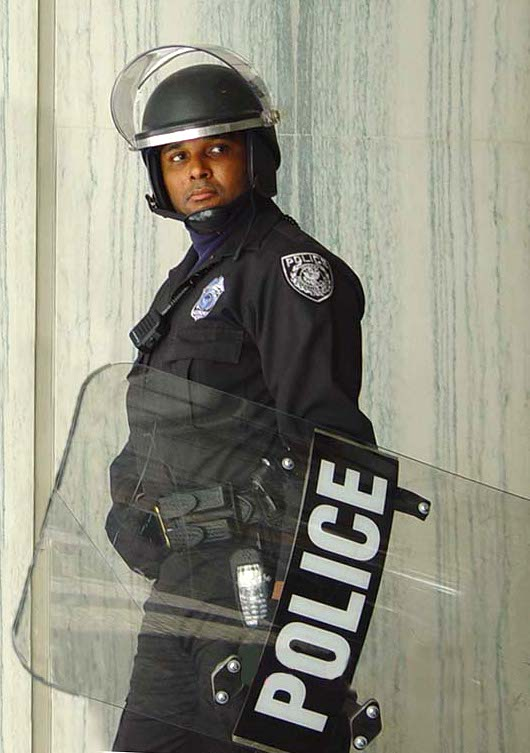
Một cảnh sát Dịch vụ Bảo vệ Liên bang trong trang bị chống bạo loạn

Cảnh sát chống bạo động thường sử dụng các thiết bị đặc biệt gọi là thiết bị chống bạo động để giúp bảo vệ bản thân và tấn công người khác. Thiết bị chống bạo động thường bao gồm áo giáp cá nhân, dùi cui và mũ chống bạo loạn. Nhiều đội cảnh sát chống bạo động cũng triển khai các vũ khí chuyên dụng ít gây chết người, như bình xịt hơi cay, hơi cay, súng trường bắn đạn cao su, lựu đạn gây choáng và Thiết bị âm thanh tầm xa.